# Weronika Deresz
Weronika Deresz (Varsovia, 5 de septiembre de 1985) es una deportista polaca que compitió en remo.
Ganó dos medallas en el Campeonato Mundial de Remo, en los años 2008 y 2012, y seis medallas en el Campeonato Europeo de Remo entre los años 2008 y 2018.
Participó en los Juegos Olímpicos de Río de Janeiro 2016, ocupando el séptimo lugar en la prueba de doble scull ligero.

## Palmarés internacional
| Campeonato Mundial | Campeonato Mundial       | Campeonato Mundial | Campeonato Mundial  |
| Año                | Lugar                    | Medalla            | Prueba              |
| ------------------ | ------------------------ | ------------------ | ------------------- |
| 2008               | Ottensheim (Austria)     | Medalla de plata   | Cuatro scull ligero |
| 2012               | Plovdiv (Bulgaria)       | Medalla de oro     | Cuatro scull ligero |
| Campeonato Europeo |                          |                    |                     |
| Año                | Lugar                    | Medalla            | Prueba              |
| 2008               | Maratón (Grecia)         | Medalla de plata   | Doble scull ligero  |
| 2013               | Sevilla (España)         | Medalla de bronce  | Doble scull ligero  |
| 2015               | Poznań (Polonia)         | Medalla de bronce  | Doble scull ligero  |
| 2016               | Brandeburgo (Alemania)   | Medalla de bronce  | Doble scull ligero  |
| 2017               | Račice (República Checa) | Medalla de oro     | Doble scull ligero  |
| 2018               | Glasgow (Reino Unido)    | Medalla de plata   | Doble scull ligero  |